# Ixtlahuaca, Teziutlán
Ixtlahuaca är en ort i Mexiko.   Den ligger i kommunen Teziutlán och delstaten Puebla, i den sydöstra delen av landet, 190 km öster om huvudstaden Mexico City. Ixtlahuaca ligger 1 881 meter över havet och antalet invånare är 1 063.
Terrängen runt Ixtlahuaca är huvudsakligen kuperad, men åt nordost är den bergig. Runt Ixtlahuaca är det ganska tätbefolkat, med 149 invånare per kvadratkilometer. Närmaste större samhälle är Teziutlan, 2,7 km väster om Ixtlahuaca. I omgivningarna runt Ixtlahuaca växer huvudsakligen savannskog.